# Gli ambasciatori (romanzo)
Gli ambasciatori è un romanzo del 1903 dello scrittore statunitense poi naturalizzato britannico Henry James.

## Trama
Il giovane Chad Newsome si è trasferito a Parigi, dove fa la bella vita, e sembra non voler più tornare a casa sua a Woollett, New England, Stati Uniti; così sua madre, la signora Newsome, decide di inviare qualcuno presso di lui a cercare di convincerlo a mettere la testa a posto e lasciare la città.
L'inviato è il signor Lambert Strether, l'uomo che a breve intenderebbe sposare la signora Newsome, per il quale questo rappresenta il primo viaggio nel vecchio continente. Strether, vero protagonista della storia, fin da prima del suo sbarco in Europa, comincia a provare un inaspettato e irresistibile senso di libertà personale grazie a questo cambiamento temporaneo di vita e alla sensazione di non avere nel presente niente di cui preoccuparsi a parte se stesso e la sua importante ma circoscritta missione. Passati alcuni giorni dal suo arrivo in Francia, in attesa di incontrare Chad, Lambert comincia a sentirsi in colpa verso la signora Newsome, che gli scrive costantemente, perché il suo nuovo status di viaggiatore e l'atmosfera coinvolgente della città gli infondono un desiderio di evasione che non provava da molto tempo, mettendo a rischio il suo ruolo di ambasciatore. Ben presto Strether scopre che il vero motivo per cui Chad non vuole fare ritorno negli Stati Uniti è che intrattiene una relazione con Madame de Vionnet.

## Edizioni italiane
- in Romanzi, vol. IV. Gli ambasciatori. La fonte sacra, trad. di Marcella Bonsanti, Collana I grandi classici stranieri, Firenze, Sansoni, 1967; Roma, Elliot, 2016.
- Gli ambasciatori, trad. di Hilia Brinis, Collana I Classici Classici, Milano, Frassinelli, 1998.